# Lissoteles vanduzeei
Lissoteles vanduzeei là một loài ruồi trong họ Asilidae. Lissoteles vanduzeei được Cole miêu tả năm 1923. Loài này phân bố ở vùng Tân nhiệt đới và Tân Bắc giới.